# Olympische Sommerspiele 1988/Rudern – Zweier ohne Steuermann
Der Ruderwettbewerb im Zweier ohne Steuermann der Männer bei den Olympischen Spielen 1988 in Seoul wurde vom 19. bis zum 24. September 1988 auf der Misari Regatta Strecke in Hanam ausgetragen. 36 Athleten in 18 Booten traten an.
Der Wettbewerb, der über die olympische Ruderdistanz von 2000 Metern ausgetragen wurde, begann mit drei Vorläufen mit jeweils sechs Mannschaften. Die jeweils erstplatzierten Boote der Vorläufe qualifizierten sich für das Halbfinale A/B, während die verbleibenden 15 Boote in den Hoffnungslauf gingen. Im Hoffnungslauf qualifizierten sich die erst-, zweit- und drittplatzierten Boote ebenfalls für das Halbfinale A/B, während die verbliebenen sechs Boote aus dem Wettbewerb ausschieden.
In den beiden Halbfinalläufen A/B qualifizierten sich die ersten drei Boote für das A-Finale, die Plätze 4 bis 6 qualifizierten sich für das B-Finale zur Ermittlung der Plätze 7 bis 12. Im A-Finale am 24. September 1988 kämpften die besten sechs Boote um olympische Medaillen.
Die jeweils qualifizierten Ruderer sind hellgrün unterlegt.
Als größte Favoriten auf die Goldmedaille wurden die beiden amtierenden Weltmeister Andrew Holmes und Steven Redgrave gehandelt, die bei den Olympischen Spielen 1984 schon eine Goldmedaille im Vierer mit Steuermann gewinnen konnten. Zusätzlich gewannen sie bei der Weltmeisterschaft 1986 den Titel im Zweier mit Steuermann. Der Olympiasieger Rumänien schickte mit Dănuț Dobre und Dragoș Neagu die aktuellen Vizeweltmeister nach Seoul. Dazu kamen die beiden Spanier Fernando Climent Huerta und Luis María Lasúrtegui, die bei den letzten Spielen die Silbermedaille gewonnen hatten. Die Brüder Juri Pimenow und Nikolai Pimenow aus der Sowjetunion gewannen in den letzten drei Jahren zweimal den Titel im Zweier ohne und bei der letzten Weltmeisterschaft die Bronzemedaille. Trotzdem starteten die beiden nicht im Zweier ohne, sondern wurden im Vierer ohne Steuermann eingesetzt.
Sowohl die Briten, als auch die Rumänen konnten ihren Vorlauf gewinnen, die Rumänen sogar in neuer olympischer Bestzeit. Den dritten Vorlauf gewannen Sadik Mujkič und Bojan Prešern aus Jugoslawien. Die beiden Spanier hingegen wurden nur vierte im Vorlauf und schieden im Hoffnungslauf als vierte aus. Auch im Halbfinale gewannen die Briten und Rumänen jeweils ihren Lauf. Im Finale setzten sich dann die Briten direkt vom Start weg knapp eine Sekunde vor das Boot aus Rumänien. Diesen Vorsprung konnten sie über das ganze Rennen halten und damit die Goldmedaille gewinnen. Das Boot aus Jugoslawien setzte sich von Anfang an auf die dritte Position und behauptete diesen auch bis ins Ziel, womit sie die Bronzemedaille gewannen. 

## Titelträger
| Olympiasieger | Rumänien Besatzung: Petru Iosub, Valer Toma                      | Los Angeles 1984 |
| Weltmeister   | Vereinigtes Königreich Besatzung: Andrew Holmes, Steven Redgrave | Kopenhagen 1987  |

## Vorläufe
Montag, 19. September 1988
- Qualifikationsnormen: Platz 1-3 -> Halbfinale A/B, ab Platz 4 -> Hoffnungslauf

### Vorlauf 1
| Platz | Nation             | Athleten                                 | Zeit (min) | Qualifikation  |
| ----- | ------------------ | ---------------------------------------- | ---------- | -------------- |
| 1     | Rumänien           | Dănuț Dobre, Dragoș Neagu                | 6:31,95 OR | Halbfinale A/B |
| 2     | Belgien            | Wim van Belleghem, Alain Lewuillon       | 6:36,62    | Hoffnungslauf  |
| 3     | Vereinigte Staaten | Kurt Bausback, Edward Ives               | 6:40,16    | Hoffnungslauf  |
| 4     | Sowjetunion        | Waleri Wyrwitsch, Igor Suborenko         | 6:43,21    | Hoffnungslauf  |
| 5     | Brasilien          | Ricardo de Carvalho, Ronaldo de Carvalho | 6:45,20    | Hoffnungslauf  |
| 6     | Kanada             | Donald Dickinson, David Johnson          | 6:57,59    | Hoffnungslauf  |

### Vorlauf 2
| Platz | Nation      | Athleten                       | Zeit (min) | Qualifikation  |
| ----- | ----------- | ------------------------------ | ---------- | -------------- |
| 1     | Jugoslawien | Sadik Mujkič, Bojan Prešern    | 6:36,35    | Halbfinale A/B |
| 2     | DDR         | Carl Ertel, Uwe Gasch          | 6:40,74    | Hoffnungslauf  |
| 3     | Frankreich  | Laurent Lacasa, Alex Perahia   | 6:41,66    | Hoffnungslauf  |
| 4     | Australien  | Malcolm Batten, Samuel Patten  | 6:46,79    | Hoffnungslauf  |
| 5     | Finnland    | Aarne Lindroos, Kari Lindroos  | 7:00,29    | Hoffnungslauf  |
| 6     | Japan       | Maki Kobayashi, Satoru Miyoshi | 7:07,51    | Hoffnungslauf  |

### Vorlauf 3
| Platz | Nation         | Athleten                                       | Zeit (min) | Qualifikation  |
| ----- | -------------- | ---------------------------------------------- | ---------- | -------------- |
| 1     | Großbritannien | Andrew Holmes, Steven Redgrave                 | 6:42,43    | Halbfinale A/B |
| 2     | BR Deutschland | Frank Dietrich, Michael Twittmann              | 6:45,73    | Hoffnungslauf  |
| 3     | Österreich     | Hermann Bauer, Karl Sinzinger                  | 6:54,62    | Hoffnungslauf  |
| 4     | Spanien        | Fernando Climent Huerta, Luis María Lasúrtegui | 6:56,54    | Hoffnungslauf  |
| 5     | Argentinien    | Claudio Águila, Pablo Scuri                    | 6:59,05    | Hoffnungslauf  |
| 6     | Norwegen       | Ole Andreassen, Tore Øvrebø                    | 7:05,58    | Hoffnungslauf  |

## Hoffnungsläufe
Mittwoch, 21. September 1988
- Qualifikationsnormen: Platz 1-3 -> Halbfinale A/B, ab Platz 4 -> ausgeschieden

### Hoffnungslauf 1
| Platz | Nation             | Athleten                                       | Zeit (min) | Qualifikation  |
| ----- | ------------------ | ---------------------------------------------- | ---------- | -------------- |
| 1     | DDR                | Carl Ertel, Uwe Gasch                          | 7:02,15    | Halbfinale A/B |
| 2     | Finnland           | Aarne Lindroos, Kari Lindroos                  | 7:03,72    | Halbfinale A/B |
| 3     | Vereinigte Staaten | Kurt Bausback, Edward Ives                     | 7:04,99    | Halbfinale A/B |
| 4     | Spanien            | Fernando Climent Huerta, Luis María Lasúrtegui | 7:09,10    | ausgeschieden  |
| 5     | Kanada             | Donald Dickinson, David Johnson                | 7:13,07    | ausgeschieden  |

### Hoffnungslauf 2
| Platz | Nation     | Athleten                                 | Zeit (min) | Qualifikation  |
| ----- | ---------- | ---------------------------------------- | ---------- | -------------- |
| 1     | Belgien    | Wim van Belleghem, Alain Lewuillon       | 6:54,57    | Halbfinale A/B |
| 2     | Österreich | Hermann Bauer, Karl Sinzinger            | 6:58,96    | Halbfinale A/B |
| 3     | Brasilien  | Ricardo de Carvalho, Ronaldo de Carvalho | 7:01,00    | Halbfinale A/B |
| 4     | Australien | Malcolm Batten, Samuel Patten            | 7:06,17    | ausgeschieden  |
| 5     | Norwegen   | Ole Andreassen, Tore Øvrebø              | 7:20,88    | ausgeschieden  |

### Hoffnungslauf 3
| Platz | Nation         | Athleten                          | Zeit (min) | Qualifikation  |
| ----- | -------------- | --------------------------------- | ---------- | -------------- |
| 1     | BR Deutschland | Frank Dietrich, Michael Twittmann | 6:52,03    | Halbfinale A/B |
| 2     | Frankreich     | Laurent Lacasa, Alex Perahia      | 6:53,72    | Halbfinale A/B |
| 3     | Sowjetunion    | Waleri Wyrwitsch, Igor Suborenko  | 6:57,39    | Halbfinale A/B |
| 4     | Argentinien    | Claudio Águila, Pablo Scuri       | 7:06,57    | ausgeschieden  |
| 5     | Japan          | Maki Kobayashi, Satoru Miyoshi    | 7:18,56    | ausgeschieden  |

## Halbfinale
Donnerstag, 22. September 1988
- Qualifikationsnormen: Plätze 1-3 -> Finale A, ab Platz 4 -> Finale B

### Halbfinale A/B 1
| Platz | Nation         | Athleten                          | Zeit (min) | Qualifikation |
| ----- | -------------- | --------------------------------- | ---------- | ------------- |
| 1     | Rumänien       | Dănuț Dobre, Dragoș Neagu         | 6:46,70    | Finale A      |
| 2     | Jugoslawien    | Sadik Mujkič, Bojan Prešern       | 6:49,44    | Finale A      |
| 3     | Sowjetunion    | Waleri Wyrwitsch, Igor Suborenko  | 6:50,49    | Finale A      |
| 4     | BR Deutschland | Frank Dietrich, Michael Twittmann | 6:54,24    | Finale B      |
| 5     | Österreich     | Hermann Bauer, Karl Sinzinger     | 7:02,66    | Finale B      |
| 6     | Finnland       | Aarne Lindroos, Kari Lindroos     | 7:15,36    | Finale B      |

### Halbfinale A/B 2
| Platz | Nation             | Athleten                                 | Zeit (min) | Qualifikation |
| ----- | ------------------ | ---------------------------------------- | ---------- | ------------- |
| 1     | Großbritannien     | Andrew Holmes, Steven Redgrave           | 6:45,03    | Finale A      |
| 2     | Belgien            | Wim van Belleghem, Alain Lewuillon       | 6:47,44    | Finale A      |
| 3     | DDR                | Carl Ertel, Uwe Gasch                    | 6:48,11    | Finale A      |
| 4     | Frankreich         | Laurent Lacasa, Alex Perahia             | 6:49,03    | Finale B      |
| 5     | Vereinigte Staaten | Kurt Bausback, Edward Ives               | 6:50,47    | Finale B      |
| 6     | Brasilien          | Ricardo de Carvalho, Ronaldo de Carvalho | 6:54,89    | Finale B      |

## Finale

### A-Finale
Samstag, 24. September 1988, 3:05 Uhr MESZ

Anmerkung: zur Ermittlung der Plätze 1 bis 6
| Platz | Nation         | Athleten                           | Zeit (min) |
| ----- | -------------- | ---------------------------------- | ---------- |
| 1     | Großbritannien | Andrew Holmes, Steven Redgrave     | 6:36,84    |
| 2     | Rumänien       | Dănuț Dobre, Dragoș Neagu          | 6:38,06    |
| 3     | Jugoslawien    | Sadik Mujkič, Bojan Prešern        | 6:41,01    |
| 4     | Belgien        | Wim van Belleghem, Alain Lewuillon | 6:45,47    |
| 5     | DDR            | Carl Ertel, Uwe Gasch              | 6:48,86    |
| 6     | Sowjetunion    | Waleri Wyrwitsch, Igor Suborenko   | 6:51,11    |

### B-Finale
Freitag, 23. September 1988, 1:10 Uhr MESZ

Anmerkung: zur Ermittlung der Plätze 7 bis 12
| Platz | Nation             | Athleten                                 | Zeit (min) |
| ----- | ------------------ | ---------------------------------------- | ---------- |
| 7     | BR Deutschland     | Frank Dietrich, Michael Twittmann        | 7:19,48    |
| 8     | Frankreich         | Laurent Lacasa, Alex Perahia             | 7:22,36    |
| 9     | Vereinigte Staaten | Kurt Bausback, Edward Ives               | 7:26,65    |
| 10    | Brasilien          | Ricardo de Carvalho, Ronaldo de Carvalho | 7:28,30    |
| 11    | Finnland           | Aarne Lindroos, Kari Lindroos            | 7:28,46    |
| 12    | Österreich         | Hermann Bauer, Karl Sinzinger            | 10:45,56   |